# Agroelymus
Agroelymus es un género  de plantas herbáceas de la familia de las poáceas. Es un híbrido producido por los géneros Agropyron × Elymus.

## Taxonomía
El género fue descrito por Aimée Antoinette Camus y publicado en Bulletin du Muséum d'Histoire Naturelle 33: 538. 1927.

## Especies
- × Agroelymus adamsii J.Rousseau
- × Agroelymus bowdenii B.Boivin
- × Agroelymus cayouetteorum B.Boivin
- × Agroelymus colvillensis Lepage
- × Agroelymus dorei Bowden
- × Agroelymus hultenii Melderis
- × Agroelymus mossii Lepage
- × Agroelymus palmerensis Lepage
- × Agroelymus turneri Lepage
- × Agroelymus ungavensis (Louis-Marie) Lepage